# Ла Туар (Мисури)
Ла Туар (енгл. La Tour) насељено је место без административног статуса у америчкој савезној држави Мисури.

## Демографија
По попису из 2010. године број становника је 62, што је 3 (-4,6%) становника мање него 2000. године.
| Група             | 2000.      | 2010.      |
| Белци             | 63 (96,9%) | 61 (98,4%) |
| Афроамериканци    | 1 (1,5%)   | 0 (0,0%)   |
| Азијати           | 1 (1,5%)   | 0 (0,0%)   |
| Хиспаноамериканци | 0 (0,0%)   | 0 (0,0%)   |
| Укупно            | 65         | 62         |